# Plan Cabanes
Pour les articles homonymes, voir Cabanes.
Le plan Cabanes (ou Cabanne ou Cabannes) est une place de Montpellier.

## Situation et accès
Le plan Cabanes est une place de forme triangulaire, délimitée par le cours Gambetta, la rue du Faubourg du Courreau et le prolongement de la rue de l'École de Droit. Il est situé dans le quartier Figuerolles, à l'ouest de l'Écusson, le centre historique de la ville. Ses dimensions sont assez modestes : environ 100 m de longueur sur environ 50 m dans sa plus grande largeur.
Depuis 2012, on y trouve un arrêt de la ligne 3 du tramway.

## Historique
Le plan Cabanes accueille un marché quotidien depuis 1924.
Ce marché était à l'origine spécialisé dans le bois de chauffage, avant de s'ouvrir à l'alimentaire et au textile. À partir des années 1980, il est surtout fréquenté par la population d'origine nord-africaine du quartier et des quartiers environnants. Le marché ferme en 2006. Mais depuis 2016, le plan Cabanes accueille à nouveau un marché en matinée, six jours par semaine, à la suite d'une décision de la mairie de Montpellier.

## Bâtiments remarquables et lieux de mémoire
Le lycée Notre-Dame de la Merci est situé au nord de la place.

## Sources
- Site de Thierry Arcaix: Histoire du Plan Cabanes
- Pascale Faure, Un quartier de Montpellier: Plan Cabanes, étude ethnologique, L'Harmattan.
- [PDF] « Le plan Cabanne, centre des immigrés maghrébins à Montpellier », publié le 3 décembre 2004 par Alain Prat, in Mappemonde, mars 1995 (consulté le 9 décembre 2018).